# Зацепление (теория узлов)

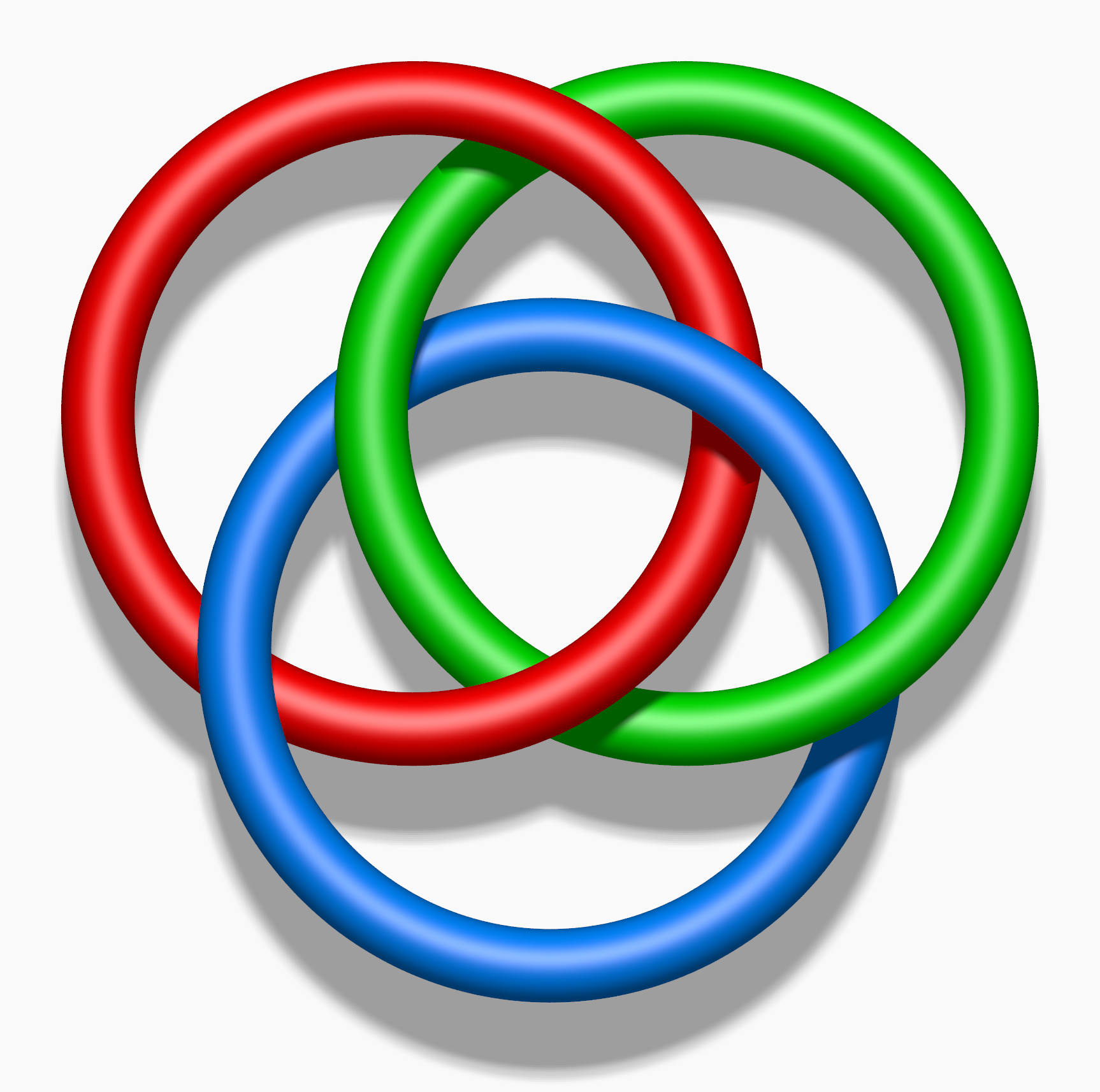
Кольца Борромео
Обозначение= L6a4
Число нитей = 3
Длина косы= 6
Число пересечений= 6
Гиперболический объём= 7.327724753
Класс= гиперболический

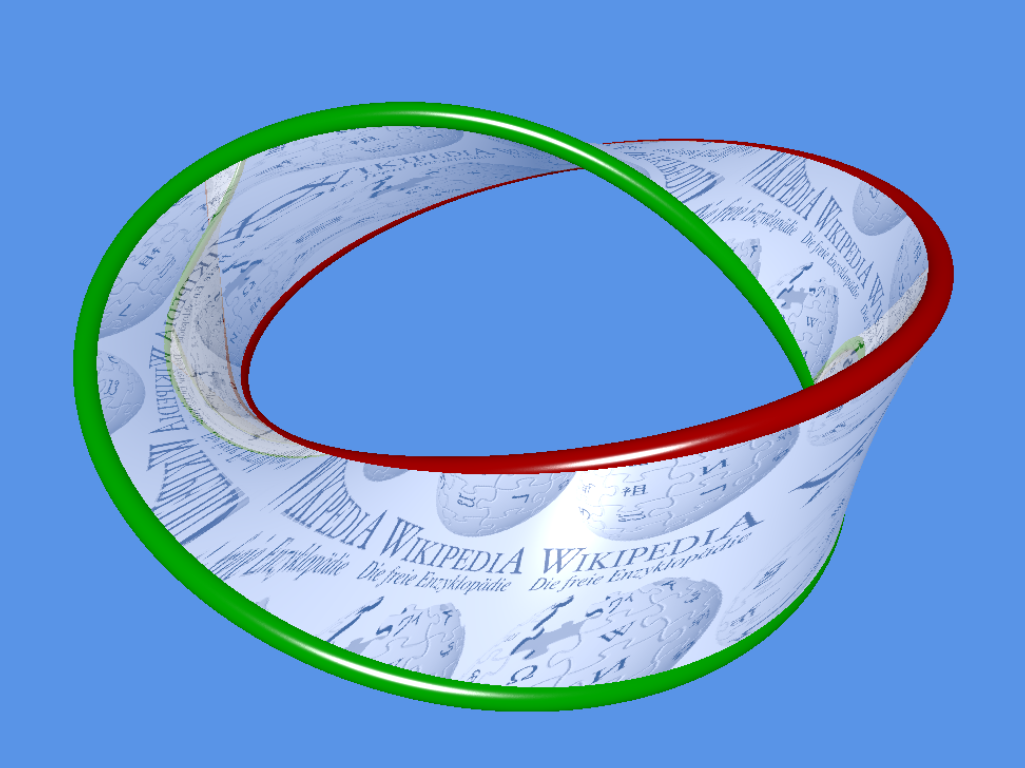
Зацепление Хопфа, в котором кольца соединены лентой и являются её краями.

Трилистник, сцепленный с кругом.

Зацепление кратности {\displaystyle \mu } — вложение (чаще — его образ) несвязной суммы {\displaystyle \mu } экземпляров окружности в {\displaystyle \mathbb {R} ^{3}} или {\displaystyle S^{3}}.
Зацепление кратности {\displaystyle \mu =1} называется узлом.
Узлы, составляющие данное зацепление, называются его компонентами.
Объемлемо-изотопические классы зацеплений называются типами зацеплений. Зацепления одного типа называются эквивалентными.
Зацепление, состоящее из некоторых компонент зацепления {\displaystyle L}, называется его частичным зацеплением.
Говорят, что зацепление распадается (или расщепляется), если два его частичных зацепления разделены в {\displaystyle S^{3}} двумерной сферой.

### Некоторые типы зацеплений
- Зацепление «{\displaystyle 0,\;0,\;\ldots ,\;0}», лежащее в плоскости в {\displaystyle \mathbb {R} ^{3}}, называется тривиальным.
- Зацепление называется брунновым, если распадается каждое его частичное зацепление, кроме него самого.
- Наиболее изучены кусочно линейные зацепления. Рассмотрение гладких или локально плоских топологических вложений в {\displaystyle \mathbb {R} ^{3}} приводит к теории совпадающей с кусочно линейной.
- Кроме плоскости всякое зацепление можно расположить на стандартно вложенной в {\displaystyle \mathbb {R} ^{3}} замкнутой поверхности. Например, зацепление можно расположить на незаузленном торе или кренделе, тогда такое зацепление будет называться соответственно торическим, или крендельным.
- Зацепление, лежащее на границе трубчатой окрестности узла называется обмоткой узла {\displaystyle k}. Зацепление, которое можно получить многократным взятием обмоток, начиная с тривиального узла, называется трубчатым, или сложным кабельтовым.

### Задание зацеплений
Обычно зацепления задаются посредством так называемых диаграмм узлов и зацеплений. Этот способ тесно связан с понятием кос. Если в косе из {\displaystyle 2n} нитей соединить вверху и внизу по {\displaystyle n} пар соседних концов отрезками, то получится зацепление, называемое {\displaystyle 2n}-сплетением.
Другой способ конструирования зацеплений из кос состоит в замыкании кос. Если между двумя параллельными плоскостями {\displaystyle \Pi _{1}} и {\displaystyle \Pi _{2}} в {\displaystyle \mathbb {R} ^{3}} взять {\displaystyle 2m} ортогональных им отрезков и соединить их концы попарно {\displaystyle m} дугами в {\displaystyle \Pi _{1}} и {\displaystyle m} дугами в {\displaystyle \Pi _{2}} без пересечений, то сумма всех дуг и отрезков даст зацепление. Зацепление, допускающее такое представление, называется зацеплением с {\displaystyle m} мостами.

## Примеры зацеплений

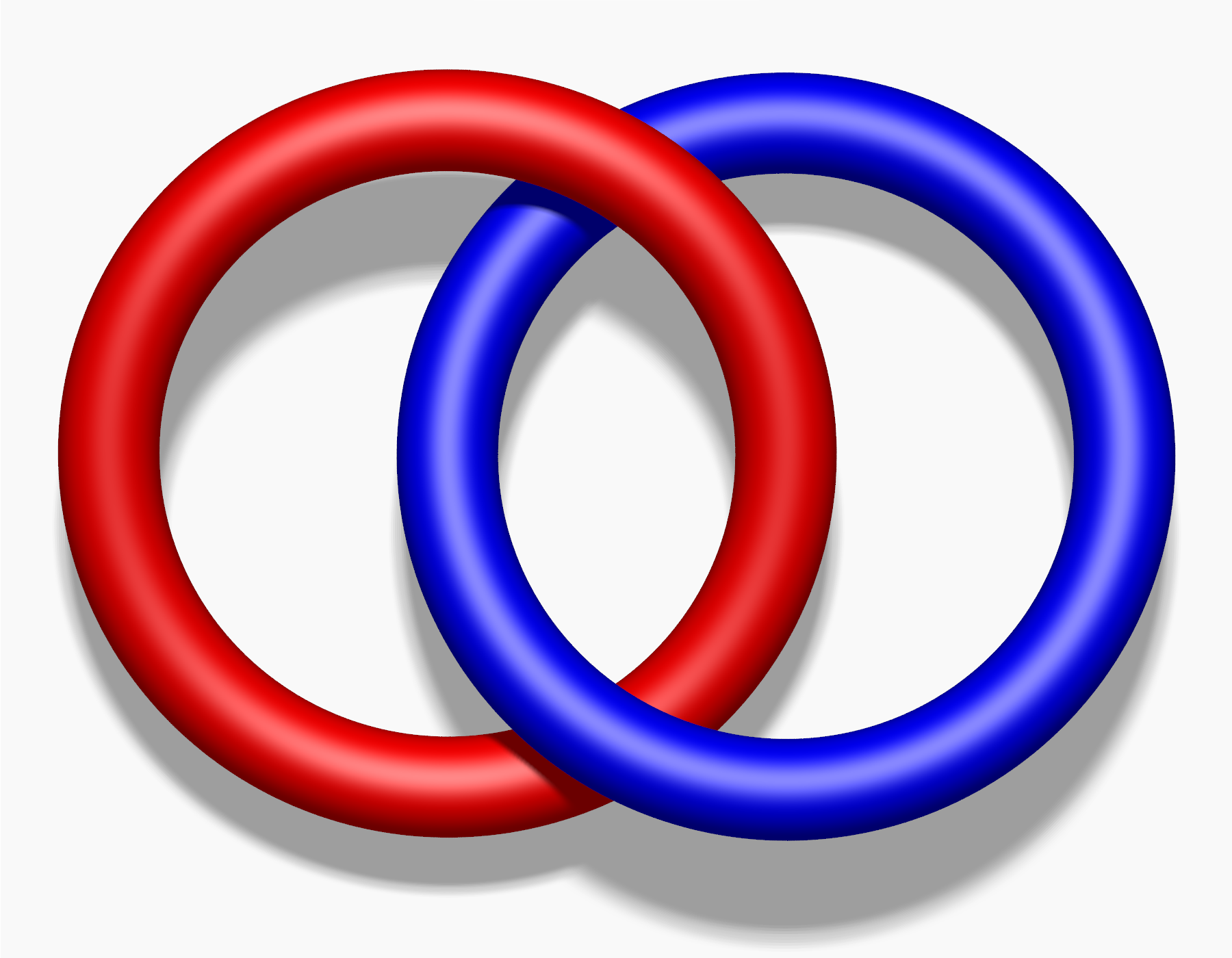
Зацепление Хопфа
Обозначение= L2a1
Число нитей = 2
Длина косы= 2
Число пересечений= 2
Коэффициент зацепления= 1
Гиперболический объём= 0
Класс= тор

- Зацепление Хопфа — простейшее нетривиальное зацепление с двумя и более компонентами [1], состоит из двух окружностей, зацеплённых однократно[2] и названо по имени Хайнца Хопфа[3].

Узел Соломона
Число нитей = 4
Длина косы= 8
Число пересечений= 4
Число распутывания =2
ab-нотация =4
Гиперболический объём= 0
альтернирующий

- Узел Соломона, два кольца с двойным зацеплением
- Кольца Борромео[4] — это зацепление, состоящее из трёх топологических окружностей, которые сцеплены и образуют брунново зацепление (то есть удаление любого кольца приведёт к разъединению двух оставшихся колец). Другими словами, никакие два из трёх колец не сцеплены как в зацеплении Хопфа, тем не менее, все вместе они сцеплены.